# Wavelength
Pour plus de détails, voir Fiche technique et Distribution.
Wavelength est un film expérimental réalisé en 1967 par Michael Snow. Il est devenu très tôt un classique du cinéma expérimental, et plus précisément du cinéma structurel.

## Fiche technique
- Titre français : Wavelength
- Réalisation : Michael Snow
- Pays d'origine : Canada, États-Unis
- Langue : anglais
- Genre : Film expérimental
- Durée : 45 minutes
- Date de sortie : 1967
- Récompense : Grand Prix, festival de Knokke-le-Zoute, 1967

## Principe
Le film, réalisé sur plusieurs jours avec une caméra Bolex de location, consiste en un zoom avant très lent sur une durée de trois-quarts d'heure environ. Il s'ouvre sur un plan large de l'atelier-loft de l'artiste à New York et se resserre, par petites avancés progressives, sur un espace situé entre deux fenêtres au centre de l'image. Une photographie de vagues accrochée au mur à cet endroit finit par remplir totalement le cadre, faisant ainsi disparaître tout l'espace qui vient d'être traversé.  
Durant ce temps, différents évènements épars ont lieu dans la pièce : des hommes installent une étagère sous le conseil d'une femme, deux jeunes femmes viennent prendre le café en écoutant Strawberry Fields Forever à la radio, un homme entre et s'effondre au sol, une jeune femme entre dans la pièce, voit le cadavre hors champ et appelle un dénommé Richard lui demandant de venir. Ces petits évènements sont éloignées dans le temps, mais durant les autres moments différents éléments interviennent perturbant la continuité : des gélatines de couleur sont tenues devant l'objectif, la lumière change (la temporalité du tournage étant différente de celle du déroulement) passant parfois du jour à la nuit sans transition, et les tonalités de l'image changent, car Snow a utilisé volontairement plusieurs marques et types de pellicule.
La bande son, naturaliste au commencement du film, est remplacée (après la fermeture d'une des fenêtres par un personnage) par une longueur d'onde allant du plus grave au plus aigu. Ce son peut rendre le film éprouvant à regarder en entier.

## Réception
Le film est assurément novateur à une époque où le cinéma expérimental privilégiait les montages hachurés et découpés, voir les pellicules peintes (comme les films de Stan Brakhage). Isolant une problématique unique de l'image, et par là essentiellement centré sur un unique mouvement de caméra, il participe de l'apparition du cinéma structurel. Il remporte le grand prix du festival de cinéma expérimental de Knokke-le-Zoute en 1967.